# سقانفار اسپی کلای کریم‌کلا

عکاس میثم فرج پور

سقانفار اوکسر کریم کلا مربوط به دوره قاجار است و در شهرستان فریدونکنار، بخش فریدونکنار، دهستان امامزاده عبدا، روستای اوکسر کریم کلا واقع شده و این اثر در تاریخ ۱۴ اسفند ۱۳۸۵ با شمارهٔ ثبت ۱۷۷۹۹ به‌عنوان یکی از آثار ملی ایران به ثبت رسیده است.